# Minco
Minco é uma cidade localizada no estado norte-americano de Oklahoma, no Condado de Grady.

## Demografia
Segundo o censo norte-americano de 2000, a sua população era de 1672 habitantes.
Em 2006, foi estimada uma população de 1788, um aumento de 116 (6.9%).

## Geografia
De acordo com o United States Census Bureau tem uma área de
31,7 km², dos quais 31,7 km² cobertos por terra e 0,0 km² cobertos por água. Minco localiza-se a aproximadamente 395 m acima do nível do mar.

## Localidades na vizinhança
O diagrama seguinte representa as localidades num raio de 24 km ao redor de Minco.